# Moonlake
Moonlake è un album in studio del compositore tedesco Klaus Schulze, pubblicato nel 2005.
Le prime due canzoni sono state registrate in studio, le ultime due dal vivo.

## Tracce
Tutte le tracce sono state composte da Klaus Schulze.
1. Playmate In Paradise – 30:07
2. Artemis in Jubileo – 17:49
3. Same Thoughts Lion – 10:38
4. Mephisto – 15:23